# Туко-туко
Туко-туко (Ctenomys) са род дребни неотропични бозайници от разред Гризачи, единствени в семейство тукотукови (Ctenomyidae). Родът включва около 60 вида разпространени само в Южна Америка и заемащи екологична ниша сходна с тази при гризачите от семейство Гоферови в Северна Америка. Спорна е и класификацията на семейството и близкородствените взаимоотношения с други семейства. Смята се, че видовете са родствени с дегу и останалите представители на семейство лъжливи плъхове.

## Описание
Представителите на семейството са дребни с тегло до 700 g. Дължината на тялото е 17 – 25 cm, на опашката 6 – 8 cm. Морфологичните особености на представителите показват висока степен на приспособимост към подземен начин на живот. Туко-туко са представители със здраво телосложение, голяма глава с къса и здрава шия. Муцунката е сплескана, очите са сравнително дребни и разположени високо на главата. Ушните раковини са силно редуцирани. Крайниците са къси, мускулести като предните са по-къси от задните. Снабдени са с по пет пръста със силни нокти, особено тези на предните лапи. Опашката е къса и покрита с къси и редки косми. Космената покривка е с различен цвят и дължина. Варира от тъмно до светлокафява, тъмносиво-жълтеникава или тъмножълта. Женските са с три двойки млечни зърна. Зъбите са 20 на брой със здрави и големи резци. Като цяло туко-туко наподобяват на северноамериканските гофери с тази разлика, че отсъстват торбички в бузите.

## Поведение
Туко-туко обитават умерените и субтропическите части на Южна Америка – от южната част на Перу и Мато Гросо (Бразилия) на юг до Огнена земя. В планините достига надморска височина до 5000 m, като предпочита високопланински и недокоснати от човешка ръка райони. Води подземен начин на живот като строи сложни системи от подземни ходове снабдени с места за съхранение на храната, места за почивка и раждане. Поради тази причина за предпочитане са места с рохкава и песъчлива почва.
Активни са вечер и рано сутрин. Живеят в колонии като на участък от 1 km2 живеят до 200 индивида. Обикновено дупката под земята се заема от двойка с малки. Името на рода идва от характерните силни предупредителни звуци, които издават и наподобяващи на „туку-туку-туко“ или „тлок-ток-тлок“. Хранят се с подземните и сочни части на растенията и стъбла, които могат за вкарат в дупките под земята. Туко-туко нанасят и щети в плантациите като повреждат корените на културните растения.

## Размножаване
Раждат по един път годишно от 1 до 5 малки. Бременността продължава 103 – 107 дни. Новородените са добре развити и за няколко дни преминават от кърмене към растителна храна. На около година достигат полова зрялост. Продължителността на живота им е около 3 години.

## Списък с видовете
- Ctenomys andersoni
- Ctenomys argentinus
- Ctenomys azarae
- Ctenomys bergi
- Ctenomys boliviensis
- Ctenomys bonettoi
- Ctenomys brasiliensis
- Ctenomys budini
- Ctenomys knighti
- Ctenomys dorsalis
- Ctenomys colburni
- Ctenomys torquatus
- Ctenomys conoveri
- Ctenomys coyhaiquensis
- Ctenomys dorbignyi
- Ctenomys emilianus
- Ctenomys erikacuellarae
- Ctenomys famosus
- Ctenomys flamarioni
- Ctenomys fochi
- Ctenomys sylvanus
- Ctenomys occultus
- Ctenomys goodfellowi
- Ctenomys perrensi
- Ctenomys haigi
- Ctenomys opimus
- Ctenomys juris
- Ctenomys fodax
- Ctenomys lami
- Ctenomys lessai
- Ctenomys lewisi
- Ctenomys magellanicus
- Ctenomys maulinus
- Ctenomys mendocinus
- Ctenomys latro
- Ctenomys nattereri
- Ctenomys pearsoni
- Ctenomys peruanus
- Ctenomys pilarensis
- Ctenomys porteousi
- Ctenomys pundti
- Ctenomys coludo
- Ctenomys frater
- Ctenomys osvaldoreigi
- Ctenomys rionegrensis
- Ctenomys tuconax
- Ctenomys roigi
- Ctenomys saltarius
- Ctenomys johannis
- Ctenomys pontifex
- Ctenomys scagliai
- Ctenomys tulduco
- Ctenomys sericeus
- Ctenomys sociabilis
- Ctenomys australis
- Ctenomys steinbachi
- Ctenomys validus
- Ctenomys talarum
- Ctenomys fulvus
- Ctenomys minutus
- Ctenomys tucumanus
- Ctenomys viperinus
- Ctenomys leucodon
- Ctenomys yolandae
- Ctenomys yatesi